# ヨアン・ディニズ
ヨアン・ディニズ（仏: Yohann Diniz、1978年1月1日 - ）はフランスの陸上競技選手、専門は競歩。マルヌ県エペルネー出身。50000m競歩および50km競歩の世界記録保持者で、2006年から欧州選手権50km競歩を3連覇した。ヨアン・ディニとも表記される。

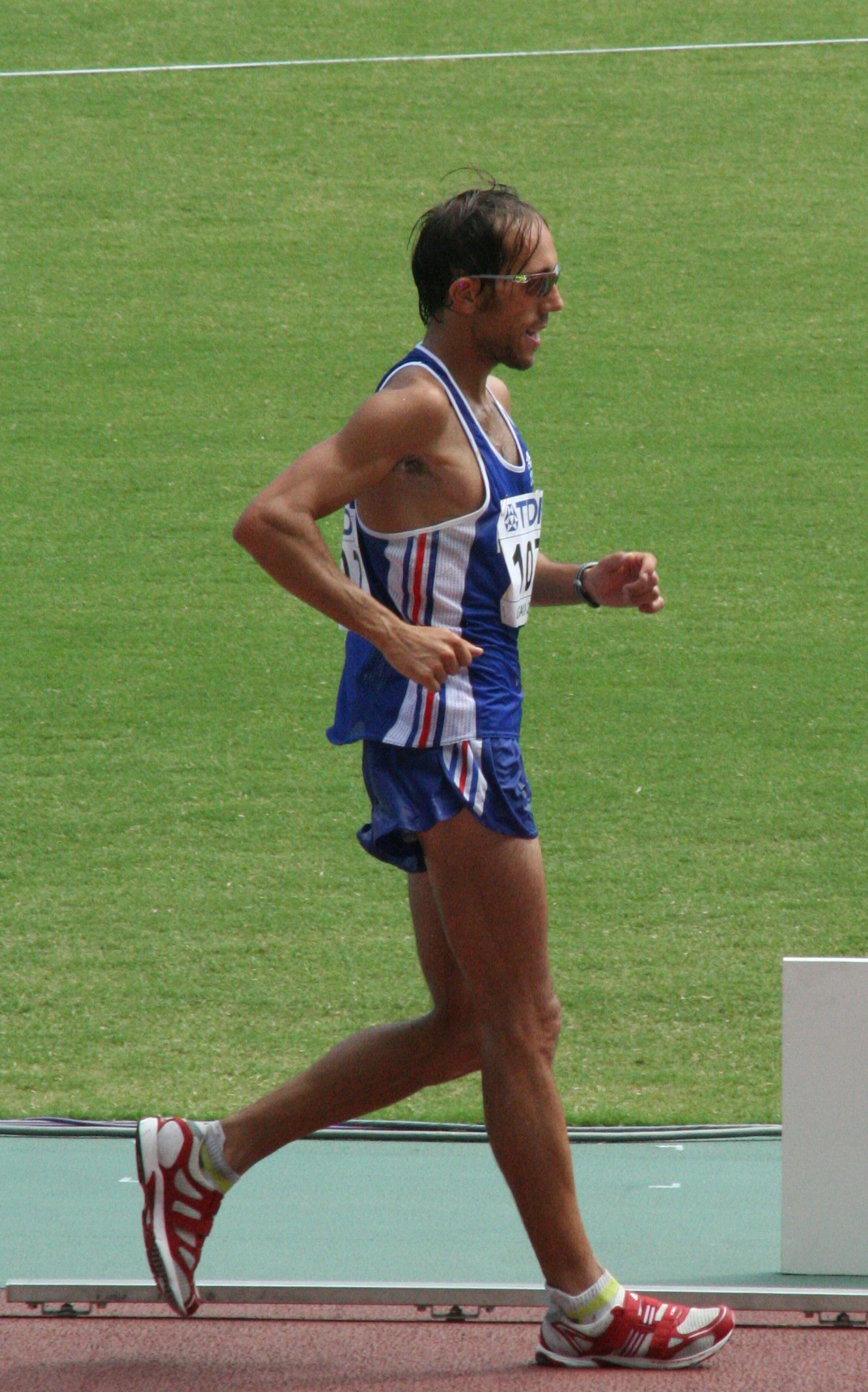
2007年世界陸上競技選手権にて

2006年欧州選手権50kmでは自己ベスト3時間41分39秒を記録して優勝、金メダルを獲得。
2007年5月、ウォリックシャー州レミントン・スパで開催されたヨーロッパカップ競歩20kmにおいてフランス記録となる1時間18分58秒で踏破し優勝を飾った。8月の世界陸上競技選手権大阪大会50kmでは3時間44分22秒で2位に入った。
2009年世界陸上競技選手権ベルリン大会50kmでは12位。2010年欧州選手権では3時間40分37秒の自己新記録で連覇した。
2011年3月12日､トラック50000m競歩で同種目15年ぶりの世界記録となる3時間35分27秒2をマークした。
2014年8月15日、スイス チューリッヒで行われた欧州選手権50km競歩で、3時間32分33秒の世界記録を出し同大会を3連覇した。それまでの世界記録はデニス・ニジェゴロドフ（ロシア）が2008年に出した3時間34分14秒だった。
2015年3月8日、20㎞競歩のフランス選手権大会（アルル）にて、1時間17分02秒のタイムを記録。2007年にロシアのウラジミール・カナイキンが達成して以来8年ぶりとなる世界新記録を達成した。1990年アンドレイ・ペルロフ以来の50km、20km競歩2種目同時世界記録保持者となったが、3月15日の全日本競歩能美大会にて、鈴木雄介（1時間16分36秒）によって記録が更新され、わずか1週間で世界記録保持者から滑り落ちた。2016年のリオ五輪の50キロ競歩では、レース中に大量の大便を漏らしながらも途中まではトップを力走していたが、後半に倒れこむなど急激にペースダウンし、８位に終わった。